# Gigapassus octarine
Gigapassus octarine is een spinnensoort in de taxonomische indeling van de hangmatspinnen (Linyphiidae).
Het dier behoort tot het geslacht Gigapassus. De wetenschappelijke naam van de soort werd voor het eerst geldig gepubliceerd in 2007 door František Miller.